# 冯玉祥旧居 (巢湖)
冯玉祥旧居，位于安徽省巢湖市夏阁镇竹柯村，是近代将领冯玉祥省亲时的旧居。旧居共有5幢22间，占地4690平方米，由书房、卧室、侍卫室、客厅、花园等组成。1989年5月列为第三批安徽省重点文物保护单位。2006年列为第六批全国重点文物保护单位。